# Agrostophyllum
Genre
Classification phylogénétique
Agrostophyllum est un genre d'orchidées épiphytes de la zone indo-pacifique comptant une centaine d'espèces. 

## Étymologie
Le nom d'Agrostophyllum a été créé à partir du grec "agrostis" = "herbe" et "phyllos" = "herbe", par référence aux feuilles en forme d'herbe.

## Description
Orchidées épiphytes.
Tiges à feuilles dense.
Inflorescence en épi globulaire dense.

## Répartition
Forêts tropicales de basse altitude (pour la plupart des espèces), d'Asie du Sud-Est depuis Madagascar, les Seychelles, l'Inde, la Malaisie, l'Indonésie et les îles du Pacifiques. La moitié des espèces du genre sont originaires de Nouvelle-Guinée.

## Conservation
De nombreuses espèces sont en danger d'extinction, voire déjà disparues, du fait de la déforestation.

## Liste d'espèces
- Agrostophyllum acutum (Nouvelle-Guinée).
- Agrostophyllum amboinense (Iles Moluques).
- Agrostophyllum appendiculoides (Nouvelle-Guinée).
- Agrostophyllum aristatum (Fiji).
- Agrostophyllum arundinaceum (Borneo).
- Agrostophyllum atrovirens (Iles Moluques).
- Agrostophyllum bilobolabellatum (Nouvelle-Guinée).
- Agrostophyllum bimaculatum (Nouvelle-Guinée))[1].
- Agrostophyllum brachiatum (Nouvelle-Guinée).))[2].
- Agrostophyllum brachiatum var. brachiatum (Nouvelle-Guinée).
- Agrostophyllum brachiatum var. latibrachiatum (Nouvelle-Guinée).
- Agrostophyllum brevipes (E. Himalaya - Indochine).
- Agrostophyllum callosum (Nepal - Hainan)[3].
- Agrostophyllum compressum (Nouvelle-Guinée).
- Agrostophyllum crassicaule (Nouvelle-Guinée, Archipel Bismarck).
- Agrostophyllum curvilabre (Nouvelle-Guinée - Iles Salomon).
- Agrostophyllum cyathiforme (Malaisie).)[4].
- Agrostophyllum cycloglossum (Nouvelle-Guinée).
- Agrostophyllum cyclopense (Nouvelle-Guinée).
- Agrostophyllum denbergeri (Sumatra - Java).
- Agrostophyllum dischorense (Nouvelle-Guinée).
- Agrostophyllum djararatense (Sumatra).
- Agrostophyllum dolychophyllum (Nouvelle-Guinée).
- Agrostophyllum earinoides (Nouvelle-Guinée).
- Agrostophyllum elatum (Nouvelle-Guinée).
- Agrostophyllum elmeri (Philippines).
- Agrostophyllum elongatum :(Malaisie - Océanie).
- Agrostophyllum fibrosum (Nouvelle-Guinée).
- Agrostophyllum finisterrae (Nouvelle-Guinée).
- Agrostophyllum flavidum (Assam).
- Agrostophyllum fragrans (Nouvelle-Guinée).
- Agrostophyllum globiceps (W. Sumatra).
- Agrostophyllum globigerum (N. Borneo).
- Agrostophyllum glumaceum (W. Malaysia).
- Agrostophyllum graminifolium ((Nouvelle-Guinée - Vanuatu).
- Agrostophyllum grandiflorum (Nouvelle-Guinée).
- Agrostophyllum indifferens ((Kalimantan).
- Agrostophyllum inocephalum (S. Taiwan - Philippines).
- Agrostophyllum javanicum (Malaisie).
- Agrostophyllum kaniense (Nouvelle-Guinée).
- Agrostophyllum kusaiense (Iles Caroline).
- Agrostophyllum lamellatum (Nouvelle-Guinée).
- Agrostophyllum lampongense (Sumatra).
- Agrostophyllum laterale (Borneo).
- Agrostophyllum latilobum (Java).
- Agrostophyllum laxum (Malaisie).
- Agrostophyllum leucocephalum (Nouvelle-Guinée to Océanie).
- Agrostophyllum leytense (Philippines).
- Agrostophyllum longifolium (Thaïlande - Malaisie.)
- Agrostophyllum longivaginatum (Philippines).
- Agrostophyllum luzonense (Philippines).
- Agrostophyllum macrocephalum (Nouvelle-Guinée).
- Agrostophyllum majus (Thaïlande - Indonésie - Vanuatu).
- Agrostophyllum malindangense (Philippines).
- Agrostophyllum mearnsii (N. Borneo - Philippines).
- Agrostophyllum megalurum (Nouvelle-Guinée - Océanie).
- Agrostophyllum merrillii (Philippines) .
- Agrostophyllum mindanense (Philippines).
- Agrostophyllum montanum : (Nouvelle-Guinée).
- Agrostophyllum mucronatum (Nouvelle-Guinée).
- Agrostophyllum myrianthum (Sikkim, Arunachal Pradesh).
- Agrostophyllum neoguinense (Nouvelle-Guinée).
- Agrostophyllum niveum (Nouvelle-Guinée).
- Agrostophyllum occidentale (Seychelles, N. Madagascar).
- Agrostophyllum palawense (Iles Caroline - Palau).
- Agrostophyllum paniculatum (Nouvelle-Guinée - Iles Salomon. )
- Agrostophyllum papuanum (Nouvelle-Guinée).
- Agrostophyllum parviflorum (Iles Moluques - Nouvelle-Guinée).
- Agrostophyllum patentissimum (Nouvelle-Guinée).
- Agrostophyllum pelorioides (Nouvelle-Guinée).
- Agrostophyllum philippinense (Philippines).
- Agrostophyllum planicaule (Himalaya, Indochine).
- Agrostophyllum potamophila :(Nouvelle-Guinée).
- Agrostophyllum rigidifolium (Nouvelle-Guinée).
- Agrostophyllum saccatilabium (Philippines).
- Agrostophyllum saccatum (Borneo).
- Agrostophyllum sepikanum (Nouvelle-Guinée).
- Agrostophyllum seychellarum (Seychelles).
- Agrostophyllum simile (Sulawesi).
- Agrostophyllum spicatum (Nouvelle-Guinée).
- Agrostophyllum stenophyllum (Nouvelle-Guinée).
- Agrostophyllum stipulatum (Indochine, Malaisie, Indonésie, Iles Salomon)
- Agrostophyllum sumatranum (Sumatra, Borneo).
- Agrostophyllum superpositum (Nouvelle-Guinée - Iles Salomon).
- Agrostophyllum tenue (Malaisie).
- Agrostophyllum torricellense (Nouvelle-Guinée - Vanuatu).
- Agrostophyllum trifidum (Sumatra, Borneo).
- Agrostophyllum uniflorum (New Guinea).
- Agrostophyllum vanhulstijnii (Iles Moluques) .
- Agrostophyllum ventricosum (Nouvelle-Guinée).
- Agrostophyllum verruciferum (Nouvelle-Guinée).
- Agrostophyllum wenzelii (Philippines).
- Agrostophyllum zeylanicum (Sri Lanka).